# Торонто (Охајо)
Торонто (енгл. Toronto) град је у америчкој савезној држави Охајо.

## Демографија
По попису из 2010. године број становника је 5.091, што је 585 (-10,3%) становника мање него 2000. године.
| Група             | 2000.         | 2010.         |
| Белци             | 5.520 (97,3%) | 4.908 (96,4%) |
| Афроамериканци    | 57 (1,0%)     | 58 (1,1%)     |
| Азијати           | 12 (0,2%)     | 11 (0,2%)     |
| Хиспаноамериканци | 27 (0,5%)     | 42 (0,8%)     |
| Укупно            | 5.676         | 5.091         |